# Air Fest
 (транскр.  Ер фест) еколошко-музички је фестивал који се сваке године у другој половини јуна одржава у Обреновцу, на простору излетишта Забран. Први пут је приређен 2021. године.

## Досадашња издања фестивала (музички програм)
| Година    | Датум        | Извођачи | Изв.         |
| --------- | ------------ | --- | ------------ |
| 2021. (1) | 2. септембар | · Ослободиоци · Гифт ·                                                                                            | [ 1 ] [ 2 ]  |
| 2021. (1) | 3. септембар | · Деца лоших музичара · Деца из воде                                                                              | [ 1 ] [ 2 ]  |
|           |              | |              |
| 2022. (2) | 24. јун      | У змајевом гнезду · Мултиетничка атракција · Лутке на концу · · Ослободиоци                                       | [ 3 ] [ 4 ]  |
| 2022. (2) | 25. јун      | · Артан Лили · Самостални референти ·                                                                             | [ 3 ] [ 4 ]  |
|           |              | |              |
| 2023. (3) | 23. јун      | · Деца лоших музичара · Посно прасе                                                                               | [ 5 ] [ 6 ]  |
| 2023. (3) | 24. јун      | Шајзербитерлемон · Канда, Коџа и Небојша · Артан Лили · Џа или Бу                                                 | [ 5 ] [ 6 ]  |
| 2023. (3) | 25. јун      | Глуво доба · · Електрични оргазам · (Не)нормални и Зденко Колар свирају Дивљана                                   | [ 5 ] [ 6 ]  |
|           |              | |              |
| 2024. (4) | 14. јун      | Патент · · Драм · Канда, Коџа и Небојша · ди-џеј Кедлави                                                          | [ 7 ] [ 8 ]  |
| 2024. (4) | 15. јун      | Глуво доба · Визељ · Прљави инспектор Блажа и Кљунови · Данијел Жанрено и Мултиетничка атракција · Болесна штенад | [ 7 ] [ 8 ]  |
|           |              | |              |
| 2025. (5) | 14. јун      | Исказ · Ослободиоци · Гоблини                                                                                     | [ 9 ] [ 10 ] |